# Бормате

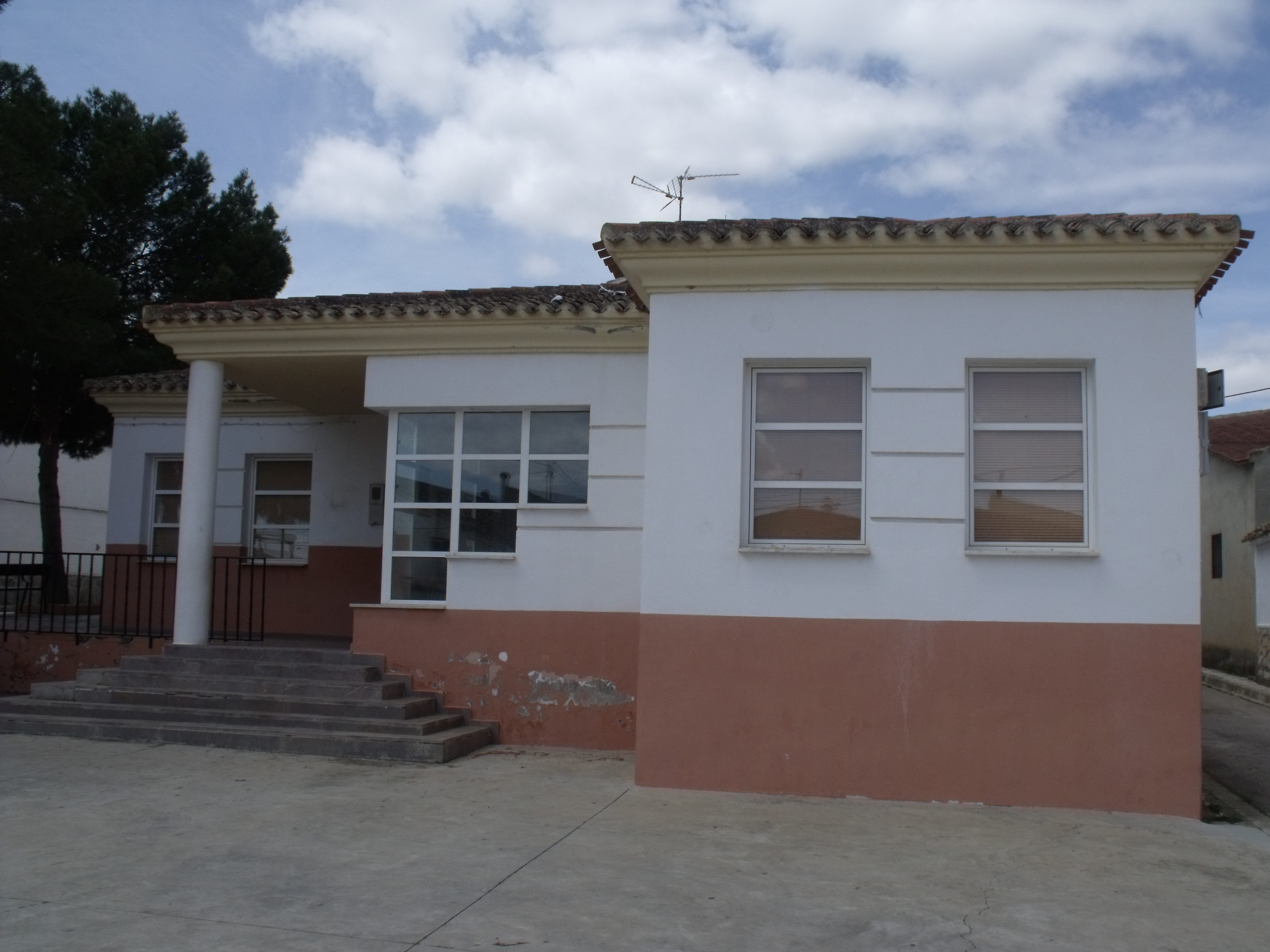

Бормате (исп. Bormate)  —  посёлок в Испании, входит в провинцию Альбасете, в составе автономного сообщества Кастилия — Ла-Манча. Население 228 человек. Расстояние 26,7 км до административного центра провинции. Составная часть мугиципалитета Фуэнтеальбилья в районе Ла-Манчуэла.